# Road Trips Full Show: Spectrum 11/6/79
Road Trips Full Show: Spectrum 11/6/79 je koncertní dvojalbum skupiny Grateful Dead. Nahrávky vznikly 6. listopadu 1979 ve Filadelfii a album vyšlo v roce 2008.

## Seznam skladeb
| Disk 1 | Disk 1           | Disk 1          | Disk 1 |
| Pořadí | Název            | Autor           | Délka  |
| ------ | ---------------- | --------------- | ------ |
| 1.     | Alabama Getaway  | Garcia, Hunter  | ?      |
| 2.     | Promised Land    | Berry           | ?      |
| 3.     | Tennessee Jed    | Garcia, Hunter  | ?      |
| 4.     | Mexicali Blues   | Weir, Barlow    | ?      |
| 5.     | Me and My Uncle  | Phillips        | ?      |
| 6.     | Candyman         | Garcia, Hunter  | ?      |
| 7.     | Easy to Love You | Mydland, Barlow | ?      |
| 8.     | Looks Like Rain  | Weir, Barlow    | ?      |
| 9.     | Jack-A-Roe       | traditional     | ?      |
| 10.    | Jack Straw       | Weir, Hunter    | ?      |
| 11.    | Deal             | Garcia, Hunter  | ?      |

| Disk 2 | Disk 2              | Disk 2             | Disk 2 |
| Pořadí | Název               | Autor              | Délka  |
| ------ | ------------------- | ------------------ | ------ |
| 1.     | Terrapin Station    | Garcia, Hunter     | ?      |
| 2.     | Playing in the Band | Weir, Hart, Hunter | ?      |
| 3.     | Drums               | Grateful Dead      | ?      |
| 4.     | Space               | Grateful Dead      | ?      |
| 5.     | Black Peter         | Garcia, Hunter     | ?      |
| 6.     | Good Lovin'         | Resnick, Clark     | ?      |
| 7.     | U.S. Blues          | Garcia, Hunter     | ?      |

## Sestava
- Jerry Garcia – sólová kytara, zpěv
- Bob Weir – rytmická kytara, zpěv
- Phil Lesh – basová kytara
- Brent Mydland – klávesy, zpěv
- Bill Kreutzmann – bicí
- Mickey Hart – bicí